# Thomas Knaus
Thomas Knaus (* 1974 in Langen (Hessen)) ist ein deutscher Medienpädagoge und Erziehungswissenschaftler. Er arbeitet als Professor für Erziehungswissenschaft mit dem Schwerpunkt Medienpädagogik und Leiter der Abteilung Medienpädagogik an der PH Ludwigsburg, als Professor für Bildungsinformatik am Fachbereich Informatik und Ingenieurwissenschaft und Wissenschaftlicher Direktor des Frankfurter Technologiezentrum [:Medien] – FTzM an der Frankfurt University of Applied Sciences. Zuvor arbeitete er als Universitätsprofessor für Allgemeine Erziehungswissenschaft (Lehrstuhlvertretung) an der Universität Erlangen-Nürnberg; als Visiting Professor war er u. a. an der University of Otago, der University of Sydney und der Universität Wien tätig.

## Leben und Wirken
Knaus studierte Nachrichtentechnik in Dieburg bei Darmstadt, Sozialpädagogik, Pädagogische Psychologie, Soziologie und Erziehungswissenschaften in Frankfurt am Main und promovierte 2008 an der Johann Wolfgang Goethe-Universität zum Verhältnis computervermittelter Text- und Bildkommunikation.
Knaus war in Frankfurt am Main und Bad Homburg als Sozial- und Medienpädagoge in der außerschulischen Jugendkulturarbeit tätig. Er ist Initiator und Projektleiter der Kooperationsprojekte fraLine (1999–2014) und fraMediale (seit 2009). Er war von 2011 bis 2015 Geschäftsführender Direktor des Forschungszentrums Frankfurter Technologiezentrum [:Medien] – FTzM, dessen Wissenschaftlicher Direktor er bis heute ist. Er ist Initiator des fraMediale-Preises, Herausgeber (gemeinsam mit Olga Engel) der fraMediale-Reihe im kopaed-Verlag und Projektleiter des Open-Access Publikationsprojekts „Forschungswerkstatt Medienpädagogik“ sowie Herausgeber der gleichnamigen Reihe. Als Koordinator des Erweiterungsstudiengangs Medienpädagogik an der Friedrich-Alexander-Universität (FAU) und Leiter der Abteilung Medienpädagogik der PH Ludwigsburg engagiert er sich in der universitären Lehrerbildung und in der Ausbildung von Medienpädagogen. Ehrenamtlich engagiert er sich u. a. im Bundesvorstand der Gesellschaft für Medienpädagogik und Kommunikationskultur (GMK), im Lenkungskreis der Initiative „Keine Bildung ohne Medien – KBoM!“, in der Gesellschaft für Informatik (GI), als Berater der Kultusministerkonferenz (KMK) sowie als Gutachter und Sachverständiger für den Wissenschaftsrat. Thomas Knaus wurde in Langen geboren, verbrachte Kindheit und Jugend in Neu-Isenburg und lebt heute in Ludwigsburg und Frankfurt am Main. In seiner Freizeit läuft er Marathon.

## Forschung und Lehre
Seine Arbeits- und Forschungsfelder sind die Medienpädagogik mit Fokus auf den digitalen Wandel in Bildungseinrichtungen, die schulische Medienpädagogik, medienpädagogisches Making sowie die wissenschaftstheoretische und methodologische Fundierung der Medienpädagogik und die Bildungsinformatik mit Schwerpunkt auf sozialisations- und bildungstheoretische Aspekte des digitalen Wandels („Digitalisierung“). Zu seinen Forschungsschwerpunkten gehören die methodologische und die wissenschaftstheoretische Verortung der Medienpädagogik als eigenständiges, aber interdisziplinäres Forschungsfeld sowie die didaktischen Potentiale digitaler Medien, Werkzeuge und Werkstoffe, die für ihn im Besonderen in der Aktiven Medienarbeit und im Making (Maker Education) zum Tragen kommen.
Er ist Leiter der Abteilung Medienpädagogik der PH Ludwigsburg, lehrt am Institut für Erziehungswissenschaft an der PH Ludwigsburg und im Department Pädagogik der Philosophischen Fakultät und im Fachbereich Theologie der Friedrich-Alexander-Universität Erlangen-Nürnberg, an der Fakultät für Philosophie und Bildungswissenschaft der Universität Wien sowie an der Frankfurt University of Applied Sciences (ehemals Fachhochschule Frankfurt am Main).

## Mitgliedschaften und Ehrenämter
Knaus ist ein Gründungsdirektor des FTzM. Er engagiert sich ehrenamtlich disziplin- und bildungspolitisch im Bundesvorstand der Gesellschaft für Medienpädagogik und Kommunikationskultur (GMK), im Lenkungskreis der Initiative „Keine Bildung ohne Medien – KBoM!“, als Berater der Kultusministerkonferenz sowie als Sachverständiger und Gutachter für den Wissenschaftsrat. In der Gesellschaft für Medienpädagogik und Kommunikationskultur engagiert sich Knaus außerdem in der Fachgruppe Schule und in der Fachgruppe Qualitative Forschung, deren Sprecher er seit 2011 ist. In der Gesellschaft für Informatik (GI) engagiert er sich mit dem Ziel einer „Bildung in einer digitalen Welt“ für die interdisziplinäre Zusammenarbeit zwischen Informatik und (Medien-)Pädagogik, wie sie u. a. in der Dagstuhl-Erklärung bzw. dem Dagstuhl-Dreieck, im interdisziplinären Referenzrahmen „Frankfurt-Dreieck“ sowie der Charta Digitale Bildung propagiert wird. Er ist überdies Mitglied u. a. der Sektion Medienpädagogik der Deutschen Gesellschaft für Erziehungswissenschaft (DGfE), der Gesellschaft für Medien in der Wissenschaft e. V. (GMW) und des Interdisziplinären Zentrums für Digitale Geistes- und Sozialwissenschaften (IZdigital).

## Auszeichnungen (Auswahl)
- 2011 Preisträger im Rahmen des Wettbewerbs „Wege ins Netz“ des Bundesministeriums für Wirtschaft und Technologie – BMWi
- 2008 Ein Ort im Land der Ideen („365 Orte“)

## Veröffentlichungen (Auswahl)
- Künstliche Intelligenz und Bildung. Was sollen wir wissen? Was können wir tun? Was dürfen wir hoffen? Und was ist diese KI? Ein kollaborativer Aufklärungsversuch (= Ludwigsburger Beiträge zur Medienpädagogik. Band 23). 2023, S. 1–42. https://doi.org/10.21240/lbzm/23/19
- mit Jennifer Schmidt: Medienpädagogisches Making – ein Begründungsversuch. In: MedienImpulse – Beiträge zur Medienpädagogik (Universität Wien). Band 58, Nr. 4, 2020, S. 1–50. (www.journals.univie.ac.at)
- Kommunigrafie – Eine empirische Studie zur Bedeutung von Text und Bild in der digitalen Kommunikation. kopaed, München 2009, ISBN 978-3-86736-072-2.